# 東京都立葛飾商業高等学校
東京都立葛飾商業高等学校（とうきょうとりつ かつしかしょうぎょうこうとうがっこう）は、東京都葛飾区新宿三丁目に所在する都立商業高等学校。千葉商科大学商経学部と高大連携協定を締結している。

## 設置学科
- 全日制課程
  - 商業科
  - 情報処理科
  - ビジネス科
- 定時制課程
  - 普通科
  - 商業科

## 沿革
- 1962年 - 東京都立金町高等学校に全日制課程商業科を新設、東京都立葛飾商業高等学校に改組、発足。
- 1992年 - 全日制課程に情報処理科を設置

## 部活動
- 陸上競技部
- 野球部
- サッカー部
- 剣道部
- 軽音楽部
- 吹奏楽部
- 女子バレーボール部
- 茶道部
- イラスト部
- 男子バスケットボール部
- 女子バスケットボール部
- ソフトボール部
- ダンス部
- ソフトテニス部
- 硬式テニス部
- バドミントン部
- 家庭科部
- 美術部
- 演劇部
- 写真部
- 囲碁・将棋部
- パソコン部
- 珠算競技部
- 簿記部
- 男子ダンス同好会
- マーケティング同好会
- 卓球同好会
- ゲーム同好会
- かるた同好会

## 特記事項
- 青少年赤十字（JRC）に学校加盟、NIE（Newspaper in Education）に取り組んでいる。
- 株式会社明治屋、千葉商科大学商経学部と連携している。オンライン個別学習の利活用推進。AI部の設立。
- 商品開発や店舗運営実習（京成小岩駅前年間約10回）がされている。とりわけ、店舗運営実習は優れた特色といえる。
- 優れた商業教育を行っており、東京プラインニング・ラボへも参加している。2023年、東京都の商業高校7校(葛飾商業高校・芝商業高校・千早高校・第三商業高等学校・第四商業高等学校・第五商業高等学校・大田桜台高等学校)の生徒は、ヤマザキパンと共同開発を行った。2024年4月、ヤマザキランチパック青春の味（ラムネ風味クリーム＆ホイップ）として市販された。
- 葛商生活指導統一基準を定立し、明瞭な判断基準に基づいた公正公平な生徒指導（身だしなみ等）を行っている。
- 敷地面積2万8千㎡であり、都内有数の広大な校地を誇る。

## 交通
- 京成本線・京成金町線・北総線京成高砂駅 より徒歩10分（経路案内）
- 柴又駅より徒歩13分（経路案内）

## 著名な出身者
- 大沢千秋（声優）
- マッハ文朱（女子プロレスラー）
- 森山ゆうこ（女優）
- なお、架空の人物であるが映画「男はつらいよ」の主人公・車寅次郎が本校中退という設定がある。